# Jean-Henri Chevreau
Pour les articles homonymes, voir Chevreau (homonymie).
Jean-Henri Chevreau (né le 15 mars 1794 à Airvault et mort le 11 janvier 1854 à Nantes) est un homme politique français.

## Biographie
Ancien maître de pension à Saint-Mandé, il se rallia, comme son fils aîné, alors préfet de l'Ardèche, à la politique de Louis-Napoléon Bonaparte, et, le 29 février 1852, fut élu député au Corps législatif par la 1re circonscription de l'Ardèche par 16,059 voix (20,319 votants, 35,168 inscrits), contre Champanhet, ancien représentant.
Ce fut chez lui que mourut Armand Carrel. En reconnaissance de cette fraternelle hospitalité, et surtout à cause de ses sentiments, à l'unisson de ceux du gouvernement provisoire de la République, Chevreau fut nommé commissaire du gouvernement.
Chevreau prit part au rétablissement de l'Empire, et vota avec la majorité dynastique jusqu'à sa mort.
Il est le père de Henri Chevreau, Théophile-Léon Chevreau et Léonie Chevreau, cette dernière mère du préhistorien Henri Begouën dont le nom est intimement associé aux grottes du Volp (Ariège).